# Day After Tomorrow (groupe)
Pour les articles homonymes, voir DAT et Day After Tomorrow.
Day After Tomorrow (officiellement toujours écrit en minuscules : day after tomorrow) surnommé Dat (officiellement avec une minuscule également : dat) est un groupe pop japonais actif de 2002 à 2005.

## Histoire
Le groupe est créé et (uniquement) produit par Mitsuru Igarashi, ex-membre et producteur d'Every Little Thing, d'où d'importantes ressemblances entre les deux groupes, pas seulement musicales. Dat est en effet également composé d'une chanteuse, Misono (Kōda) (神田美苑, née le 13 octobre 1984), jeune sœur d'une Kumi Kōda alors inconnue, du guitariste Masato Kitano (北野正人, né le 25 octobre 1974), et du claviériste Daisuke Suzuki (鈴木大輔, né le 27 octobre 1978). Il débute en 2002, sortant deux mini-albums (et deux singles) cette année-là.
Malgré des débuts prometteurs, leur succès se tasse peu à peu, et le groupe arrête ses activités en 2005, après avoir sorti trois autres albums complets, en partie à la suite de la révélation dans les médias de la liaison entre Masato Kitano et la jeune idole japonaise Sayaka, fille de la pop-star Seiko Matsuda, qui entraine une rupture également médiatisée entre celles-ci. Depuis, Misono continue sa carrière en solo, et Daisuke Suzuki forme le groupe Girl Next Door en 2008.

## Discographie

### Albums
Mini Albums
1. day after tomorrow (7 août 2002)
2. day after tomorrow II (20 novembre 2002)

Albums studio
1. elements (26 mars 2003)
2. primary colors (18 février 2004)
3. day alone (9 mars 2005)

Compilations
1. single Best (3 août 2005)
2. complete Best (3 août 2005)
3. Selection Best Album (20 septembre 2006)
4. COMPLETE BEST (30 mars 2007)

### Singles
1. faraway (28 août 2002)
2. My faith (4 décembre 2002)
3. futurity (22 janvier 2003)
4. Stay in my heart (16 avril 2003)
5. DAY STAR (24 juillet 2003)
6. moon gate (3 septembre 2003)
7. Dear Friends (17 décembre 2003)
8. Hotarubi / Show Time (螢火 / Show Time) (4 février 2004)
9. lost angel (25 août 2004)
10. Kimi to Aeta Kiseki (君と逢えた奇蹟) (13 janvier 2005)
11. Yuri no Hana (ユリノハナ) (23 février 2005)

### DVD
1. faraway (7 août 2002)
2. My faith (20 novembre 2002)
3. DAY ALIVE -1st Live Tour (17 décembre 2003)
4. DAY CLIPS (10 mars 2004)
5. more than a million miles (9 juin 2004)
6. lost angel ~Ano Hi, Midori ni Kimi ga Ite~ (lost angel あの日、碧にキミがいて) (29 septembre 2004)
7. day alone ~Manohra to Hime-chan~ (day alone 〜マノーラと姫ちゃん) (24 mars 2005)